# Municipio de Morgan (Kansas)
El municipio de Morgan (en inglés: Morgan Township) es un municipio ubicado en el condado de Thomas en el estado estadounidense de Kansas. En el año 2010 tenía una población de 662 habitantes y una densidad poblacional de 2,44 personas por km².

## Geografía
El municipio de Morgan se encuentra ubicado en las coordenadas 39°20′38″N 101°6′6″O / 39.34389, -101.10167. Según la Oficina del Censo de los Estados Unidos, el municipio tiene una superficie total de 270.96 km², de la cual 270,95 km² corresponden a tierra firme y (0 %) 0.01 km² es agua.

## Demografía
Según el censo de 2010, había 662 personas residiendo en el municipio de Morgan. La densidad de población era de 2,44 hab./km². De los 662 habitantes, el municipio de Morgan estaba compuesto por el 94,86 % blancos, el 1,36 % eran afroamericanos, el 0,15 % eran amerindios, el 2,87 % eran de otras razas y el 0,76 % eran de una mezcla de razas. Del total de la población el 4,68 % eran hispanos o latinos de cualquier raza.